# Alabama
För andra betydelser, se Alabama (olika betydelser).
Alabama är en amerikansk delstat belägen i sydöstra regionen av USA. Delstaten gränsar till Tennessee i norr, Georgia i öst, Florida och mexikanska golfen i syd samt Mississippi i väst. Alabama är till ytan den 30:e största delstaten och är näst störst räknat till antal inlandsvattenvägar. Delstaten rankas som den 23:e folkrikaste med nästan 4,6 miljoner invånare år 2006.
Alabama har inofficiellt smeknamnet Yellowhammer State (svenska: Guldspettsdelstaten), efter delstatsfågeln. Alabama är också känt som "Heart of Dixie". Delstatsträdet är sumptallen, delstatsblomman är kamelia. Alabamas huvudstad är Montgomery. Den största staden räknat till antal invånare är Birmingham. Den största staden till ytan är Huntsville. Den äldsta staden är Mobile som grundades av franska kolonisatörer.

## Historia
Ursprungligen tillhörde Alabama det spanska väldet, men blev omkring år 1700 en del av det franska Louisiana för att 1763 överlämnas till Storbritannien. I freden 1783 mellan Storbritannien och USA överfördes Alabama till den senare och utgjorde en del av staten Georgia till 1817 då den organiserades som territorium.
Redan 1819 blev det emellertid upptaget som stat i unionen. År 1861 utträdde Alabama ur unionen och bildade med övriga sydstater Amerikas konfedererade stater, som i början hade Montgomery som huvudstad. Sedan sydstaterna förlorat i inbördeskriget, återupptogs Alabama i unionen 1868.
Från amerikanska inbördeskriget till andra världskriget led Alabama, liksom många andra sydstater, av ekonomiska svårigheter, delvis på grund av sitt fortsatta beroende av jordbruk. Trots tillväxten av stora industrier och städer dominerade de vitas landsbygdsintressen till 1960-talet, medan städernas intressen och afroamerikaner var underrepresenterade. Efter andra världskriget upplevde Alabama tillväxt som ekonomin i skick överfördes från jordbruk till varierande intressen i tung tillverkning, mineralutvinning, utbildning och teknologi. Dessutom ökade de statliga arbetstillfällena genom inrättandet eller utbyggnaden av flera militära anläggningar, i första hand av de ur amerikanska armén och amerikanska flygvapnet.

## Geografi
Alabama kan indelas i två ungefär likstora naturregioner, Appalachiska höglandet i norr och kustslätten i söder. Den förra är ett kulligt bergland och innefattar Cumberlandplatån och Piedmontplatån, åtskilda av Tennesseedalen. Berggrunden utgörs mestadels av unga kalkstenar. Jorden är sandig till lerig men i allmänhet lämplig för odling. Flodnätet är tätt, med Tennessee River som det dominerande vattendraget.
Alabama gränsar i väster till Mississippi, i norr till Tennessee, i öster till Georgia och i söder till Florida och Mexikanska golfen. Vid statens kust mot Mexikanska golfen ligger den viktiga hamnstaden Mobile.

### Klimat
Klimatet är tempererat med riklig nederbörd och lång vegetationsperiod, 200 dagar i norr och 300 i söder. Skog täcker stora delar av Alabamas yta.

## Politik
Liksom de övriga sydstaterna har Alabama en konservativ profil. Länge dominerades delstaten av en konservativ demokratisk falang, som bland annat var starkt segregationistisk i rasfrågan. Detta ledde ofta till i konflikter med den alltmer socialliberala inriktning demokraterna kom att företräda på nationell nivå. De senaste decennierna har därför många väljare gått över till de mer konservativa republikanerna.
Alabama var den sista amerikanska delstaten att avrätta någon för något annat brott än mord - James Coburn avrättades 1964 för rån.
Den 14 maj 2019 beslutade Alabama att införa de mest restriktiva abortlagarna i USA och förbjuda aborter vid alla graviditeter om det inte finns någon "allvarlig hälsorisk". Läkare som utför aborter kan då få 10 till 99 års fängelse. Den 15 november 2019 skulle lagen börja gälla, men stoppas tillfälligt av beslut från den federala domaren Myron Thompson den 29 oktober 2019.

## Ekonomi
Alabamas industrier producerar framför allt papper, kemikalier (bl.a. mediciner), gummi och plastprodukter. Staten har också omfattande livsmedelsproduktion, där de mest inkomstbringande produkterna är fjäderfä, grönsaker (däribland sojabönor och jordnötter), mejeriprodukter samt nötkreatur och svin.
Alabama har länge haft den lägsta medelinkomsten i USA, framför allt på grund av de svåra förhållandena för jordbruket. Tidigare odlades mycket bomull, men numera odlas mest sojabönor, majs, vete och jordnötter. Man har även satsat stort på kreaturs- och fjäderfäuppfödning. De senste decennierna har även industrialiseringen gjort sig gällande, idag svarar tillverkningsindustrin för 1/4 av den totala sysselsättningen i staten. På senare år har framför allt området kring Huntsville i norra Alabama vuxit fort, detta sedan rymdindustrin etablerat sig i området med bland andra George C. Marshall Space Flight Center som stod klart 1960 och där Nasas raketutveckling äger rum.
Bland produktionen av råvaror är kol, järn och stål viktiga.

### Kommunikationer
De största flygplatserna i Alabama är Birmingham International Airport (BHM), Dothan Regional Airport (DHN), Huntsville International Airport (HSV), Mobile Regional Airport (MOB), Muscle Shoals - Northwest Alabama Regional Airport (MSL), och Tuscaloosa Regional Airport (TCL).

## Demografi

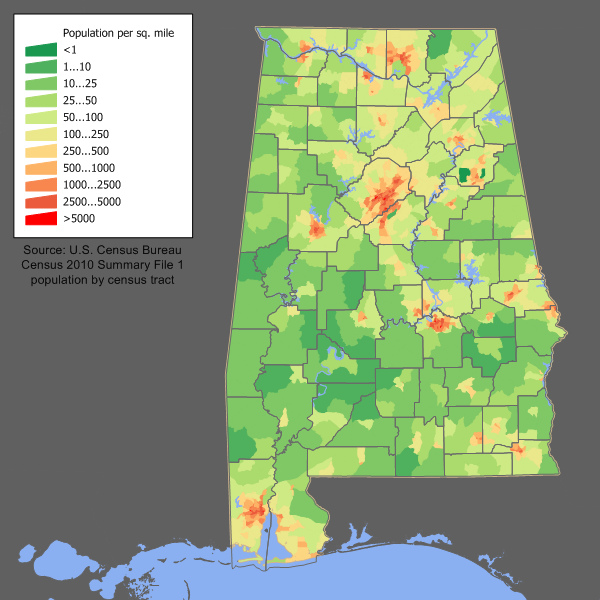
En karta över Alabamas befolkningstäthet.

År 2006 hade Alabama 4 599 030 invånare, vilket var en ökning med 50 703 eller 1,1 % från föregående år. Jämfört med år 2000 har befolkningen ökat med 151 679 eller 3,4 %.

### Etnisk fördelning år 2000
- Vita - 71,2 %
- Svarta - 25,8 %
- Asiater - 0,7 %
- Indianer - 0,5 %
- Andra - 0,7 %
- Blandade - 1,0 %

De flesta vita är av engelskt och eller skotsk-irländskt ursprung. De svarta är till störst del ättlingar från afrikanska slavar och dess ägare. År 2000 fanns det 22 430 amerikanska indianer, vilket är en ökning från 17 000 år 1990. Dessa kommer främst från stammarna creek och cherokee.

### Religioner
- Kristna - 92 %
- Ingen religion - 7 %
- Annat - 1 %

### Städer

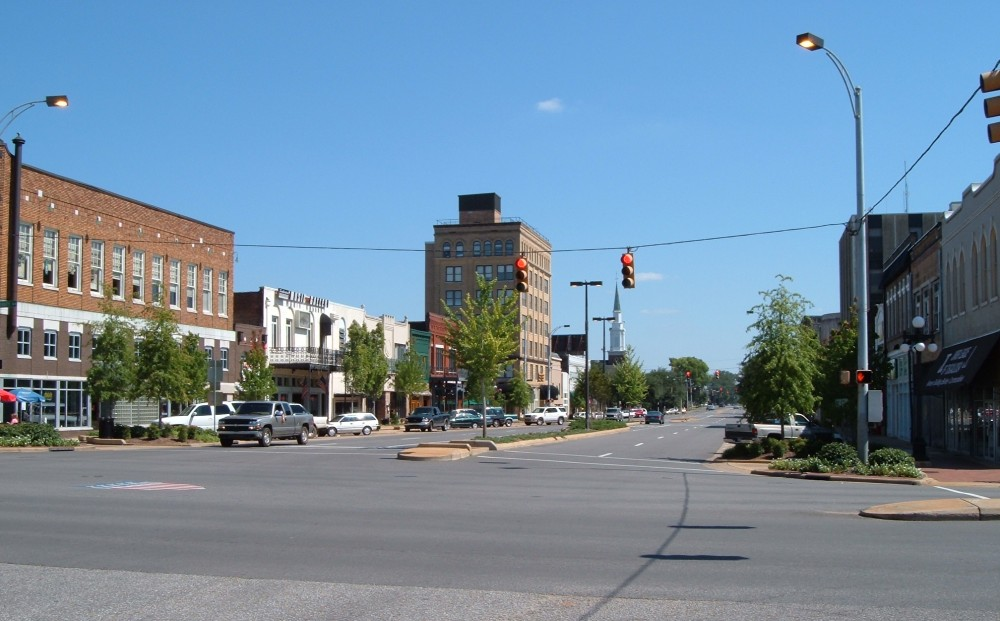
Tuscaloosa.

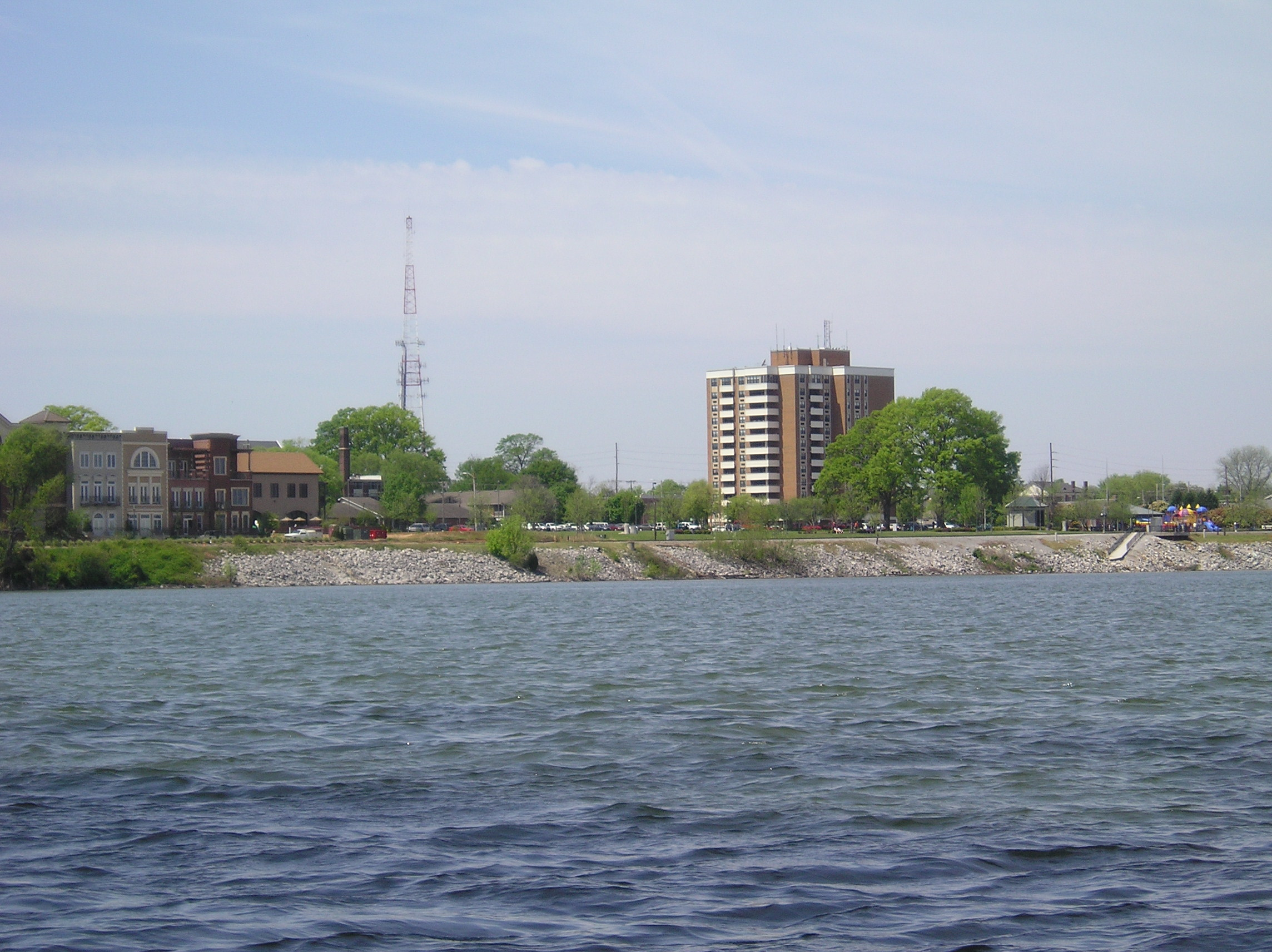
Decatur.

Städer med beräknad folkmängd 2005.

#### Större städer
- Birmingham - 231 483
- Montgomery - 200 127
- Mobile - 191 544
- Huntsville - 166 313

#### Övriga städer
- Tuscaloosa - 81 358
- Hoover - 67 469
- Dothan - 62 713
- Decatur - 54 909
- Auburn - 49 928
- Gadsden - 37 405
- Florence - 36 480
- Madison - 35 893
- Phenix City - 29 460
- Prichard - 27 963
- Opelika - 23 804
- Anniston - 23 741

## Samhälle och kultur

### Utbildning
Det finns omkring 60 college och universitet i delstaten Alabama, se listan nedan. Det största universitetet är University of Alabama, som hösten 2008 hade 29 000 inskrivna studenter. Det äldsta är University of North Alabama, som grundades 1830. 
| Skola                                             | Plats(s)                      | Ägare                        | Typ[A]                            | Antagna (2005) | Grundad | Ackreditering |
| ------------------------------------------------- | ----------------------------- | ---------------------------- | --------------------------------- | -------------- | ------- | ------------- |
| Alabama Agricultural and Mechanical University[B] | Normal                        | Allmänheten                  | Master's university               | 5706           | 1875    | SACS          |
| Alabama Southern Community College                | Monroeville & 4 others        | Allmänheten                  | Associate's college               | 1244           | 1991    | SACS          |
| Alabama State University[B]                       | Montgomery                    | Allmänheten                  | Master's university               | 5608           | 1867    | SACS          |
| Amridge University                                | Montgomery                    | Privat (Churches of Christ)  | Special-focus institution         | 720            | 1967    | SACS          |
| Athens State University                           | Athens                        | Allmänheten                  | Baccalaureate college             | 3072           | 1967    | SACS          |
| Auburn University at Montgomery                   | Montgomery                    | Allmänheten                  | Master's university               | 5138           | 1967    | SACS          |
| Bevill State Community College                    | Sumiton & 3 others            | Allmänheten                  | Associate's college               | 3986           | 1963    | SACS          |
| Birmingham-Southern College                       | Birmingham                    | Privat (Methodist)           | Baccalaureate college             | 1389           | 1856    | SACS          |
| Bishop State Community College[B]                 | Mobile                        | Allmänheten                  | Associate's college               | 2811           | 1927    | SACS          |
| Calhoun Community College                         | Decatur & two others          | Allmänheten                  | Associate's college               | 9117           | 1949    | SACS          |
| Central Alabama Community College                 | Alexander City & Childersburg | Allmänheten                  | Associate's college               | 2177           | 1963    | SACS          |
| Chattahoochee Valley Community College            | Phenix City                   | Allmänheten                  | Associate's college               | 1929           | 1973    | SACS          |
| Concordia College[B]                              | Selma                         | Privat (Lutheran)            | Baccalaureate college             | 555            | 1922    | SACS          |
| Enterprise-Ozark Community College                | Enterprise                    | Allmänheten                  | Associate's college               | 2189           | 1965    | SACS          |
| Faulkner University                               | Montgomery                    | Privat (Churches of Christ)  | Baccalaureate college             | 2918           | 1942    | SACS          |
| Gadsden State Community College[B]                | Gadsden & Anniston            | Allmänheten                  | Associate's college               | 5514           | 1925    | SACS          |
| George C. Wallace Community College               | Dothan & 2 others             | Allmänheten                  | Associate's college               | 3707           | 1947    | SACS          |
| H. Councill Trenholm State Technical College      | Montgomery                    | Allmänheten                  | Associate's college               | 1340           | 1966    | COE           |
| Heritage Christian University                     | Florence                      | Privat (Churches of Christ)  | Special-focus institution         | 90             | 1971    | ABHE          |
| Huntingdon College                                | Montgomery                    | Privat (Methodist)           | Baccalaureate college             | 954            | 1854    | SACS          |
| Huntsville Bible College                          | Huntsville                    | Privat (Interdenominational) | not classified[C]                 | 49             | 1986    | ABHE[D]       |
| J. F. Drake State Technical College               | Huntsville                    | Allmänheten                  | Associate's college               | 694            | 1961    | COE           |
| J. F. Ingram State Technical College              | Deatsville                    | Allmänheten                  | Associate's college               | 689            |         | COE           |
| James F. Faulkner State Community College         | Bay Minette & 2 others        | Allmänheten                  | Associate's college               | 3612           | 1965    | SACS          |
| Jacksonville State University                     | Jacksonville                  | Allmänheten                  | Master's university               | 9077           | 1883    | SACS          |
| Jefferson Davis Community College                 | Brewton & Atmore              | Allmänheten                  | Associate's college               | 1257           | 1965    | SACS          |
| Jefferson State Community College                 | Birmingham & Hoover           | Allmänheten                  | Associate's college               | 7944           | 1965    | SACS          |
| Judson College                                    | Marion                        | Privat (Baptist)             | Baccalaureate college             | 311            | 1838    | SACS          |
| Lawson State Community College                    | Birmingham                    | Allmänheten                  | Associate's college               | 3320           | 1949    | SACS          |
| Lurleen B. Wallace Community College              | Andalusia & 3 others          | Allmänheten                  | Associate's college               | 1592           | 1969    | SACS          |
| Marion Military Institute                         | Marion                        | Allmänheten                  | Associate's college               | 397            | 1842    | SACS          |
| Miles College[B]                                  | Fairfield                     | Privat (CME)                 | Baccalaureate college             | 1210           | 1905    | SACS          |
| Northeast Alabama Community College               | Rainsville                    | Allmänheten                  | Associate's college               | 2513           | 1963    | SACS          |
| Northwest Shoals Community College                | Muscle Shoals & Phil Campbell | Allmänheten                  | Associate's college               | 3678           | 1966    | SACS          |
| Oakwood University[B]                             | Huntsville                    | Privat (Adventist)           | Baccalaureate college             | 1824           | 1896    | SACS          |
| Reid State Technical College                      | Evergreen                     | Allmänheten                  | Associate's college               | 584            | 1966    | COE           |
| Samford University                                | Birmingham                    | Privat (Baptist)             | Research university               | 4485           | 1841    | SACS          |
| Selma University[B]                               | Selma                         | Privat (Baptist)             | Baccalaureate/Associate's college | 287            | 1878    | ABHE[D]       |
| Shelton State Community College[B]                | Tuscaloosa                    | Allmänheten                  | Associate's college               | 5323           | 1953    | SACS          |
| Snead State Community College                     | Boaz                          | Allmänheten                  | Associate's college               | 2157           | 1898    | SACS          |
| Southeastern Bible College                        | Birmingham                    | Privat (Interdenominational) | Special-focus institution         | 220            | 1935    | ABHE          |
| Southern Union State Community College            | Wadley & 2 others             | Allmänheten                  | Associate's college               | 4936           | 1922    | SACS          |
| Spring Hill College                               | Mobile                        | Privat (Catholic)            | Master's university               | 1538           | 1830    | SACS          |
| Stillman College[B]                               | Tuscaloosa                    | Privat (Presbyterian)        | Baccalaureate college             | 915            | 1876    | SACS          |
| Talladega College[B]                              | Talladega                     | Privat (Church of Christ)    | Baccalaureate college             | 350            | 1867    | SACS          |
| Troy University                                   | Troy & 7 others               | Allmänheten                  | Master's university               | 25955          | 1887    | SACS          |
| Tuskegee University[B]                            | Tuskegee                      | Privat                       | Baccalaureate college             | 2936           | 1881    | SACS          |
| United States Sports Academy                      | Daphne                        | Privat                       | Special-focus institution         | 522            | 1972    | SACS          |
| University of Alabama                             | Tuscaloosa                    | Allmänheten                  | Research university               | 35544          | 1831    | SACS          |
| University of Alabama at Birmingham               | Birmingham                    | Allmänheten                  | Research university               | 18047          | 1936    | SACS          |
| University of Alabama in Huntsville               | Huntsville                    | Allmänheten                  | Research university               | 7264           | 1969    | SACS          |
| University of Mobile                              | Prichard                      | Privat (Baptist)             | Master's university               | 1541           | 1961    | SACS          |
| University of Montevallo                          | Montevallo                    | Allmänheten                  | Master's university               | 2949           | 1896    | SACS          |
| University of North Alabama                       | Florence                      | Allmänheten                  | Master's university               | 7097           | 1830    | SACS          |
| University of South Alabama                       | Mobile                        | Allmänheten                  | Master's university               | 14279          | 1964    | SACS          |
| University of West Alabama                        | Livingston                    | Allmänheten                  | Master's university               | 4011           | 1835    | SACS          |
| Virginia College                                  | 3 locations                   | Privat (for-profit)          | Baccalaureate/Associate's college | 4875           | 1983    | ACICS         |
| Wallace Community College Selma                   | Selma                         | Allmänheten                  | Associate's college               | 1781           | 1963    | SACS          |
| Wallace State Community College                   | Hanceville                    | Allmänheten                  | Associate's college               | 5247           | 1966    | SACS          |

### Sport
Följande professionella lag kommer från Alabama.  
- Alabama Vipers (arenafotboll)
- Birmingham Barons (baseball)
- Huntsville Havoc (ishockey)
- Mobile BayBears (baseball
- Montgomery Biscuits (baseball)
- Rocket City United (fotboll)
- Tennessee Valley Tigers (amerikansk fotboll)
- Alabama Crimson Tide (amerikansk fotboll)

### Några kända personer från Alabama
- Truman Capote, författare
- Nat King Cole, musiker och sångare
- Hoyt "Cowboy" Corkins, pokerspelare
- Courteney Cox, skådespelerska
- Angela Davis, aktivist
- W.C. Handy, blueskompositör, trumpetare
- Emmylou Harris, sångerska
- Helen Keller, författare
- Joe Louis, professionell tungviktsboxare
- Rosa Parks, medborgarrättskämpe
- Condoleezza Rice, utrikesminister
- Lionel Richie, sångare
- The Temptations, musikgrupp
- George Wallace, demokratisk politiker, guvernör
- Dinah Washington, sångerska
- Hank Williams, countrymusiker